# 戈讷维尔拉马莱
戈讷维尔拉马莱（法語：Gonneville-la-Mallet，法語發音：[ɡɔnvil la malɛ]）是法国滨海塞纳省的一个市镇，属于勒阿弗尔区。

## 地理
戈讷维尔拉马莱（49°38'23"N, 0°13'19"E）面积7.32 平方千米，位于法国诺曼底大区滨海塞纳省，该省份为法国北部沿海省份，其西部及北部濒大西洋英吉利海峡，东起顺时针与索姆省、瓦兹省、厄尔省和卡爾瓦多斯省接壤。
与戈讷维尔拉马莱接壤的市镇（或旧市镇、城区）包括：圣茹安-布吕讷瓦勒、圣马丹迪贝克、蒂尔托。

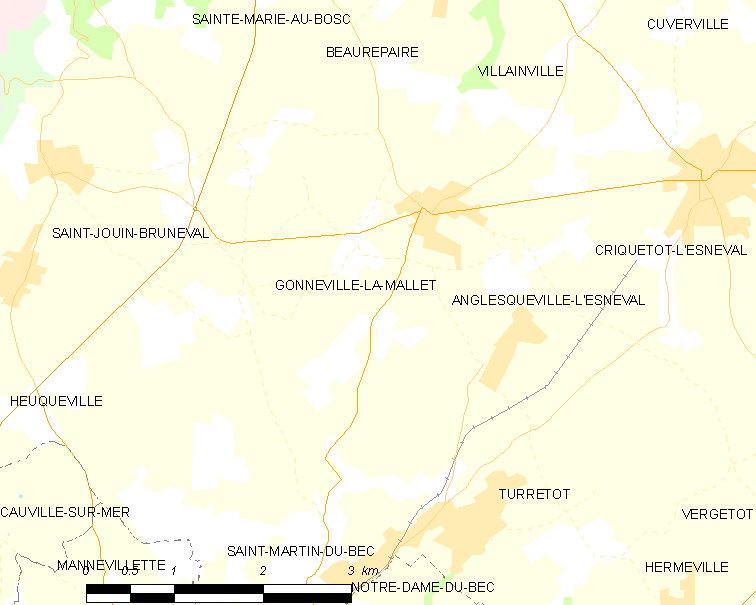
戈讷维尔拉马莱的OSM定位图

戈讷维尔拉马莱的时区为UTC+01:00、UTC+02:00（夏令时）。

## 行政
戈讷维尔拉马莱的邮政编码为76280，INSEE市镇编码为76307。

## 政治
戈讷维尔拉马莱所属的省级选区为滨海奥克特维尔县。

## 人口

1962-2008年间戈讷维尔拉马莱人口变化图示

戈讷维尔拉马莱于2022年1月1日时的人口数量为1351人。